# علم تشوفاشيا
علم جمهورية تشوفاشيا (بالتشوفاشية: Чӑваш Республикин ялавӗ)(بالروسية: Флаг Республики Чувашия) أعتمد في 29 نيسان - أبريل 1992.

## الرمزية
- الشجرة الموجودة في العلم هي شجرة الحياة وهي ترمز إلى النهضة.
- الأصفر: يرمز إلى الثروة، العدالة، الرحمة، الكرم، الصبر ويرمز كذلك إلى تحقيق الازدهار.

## أعلام سابقة

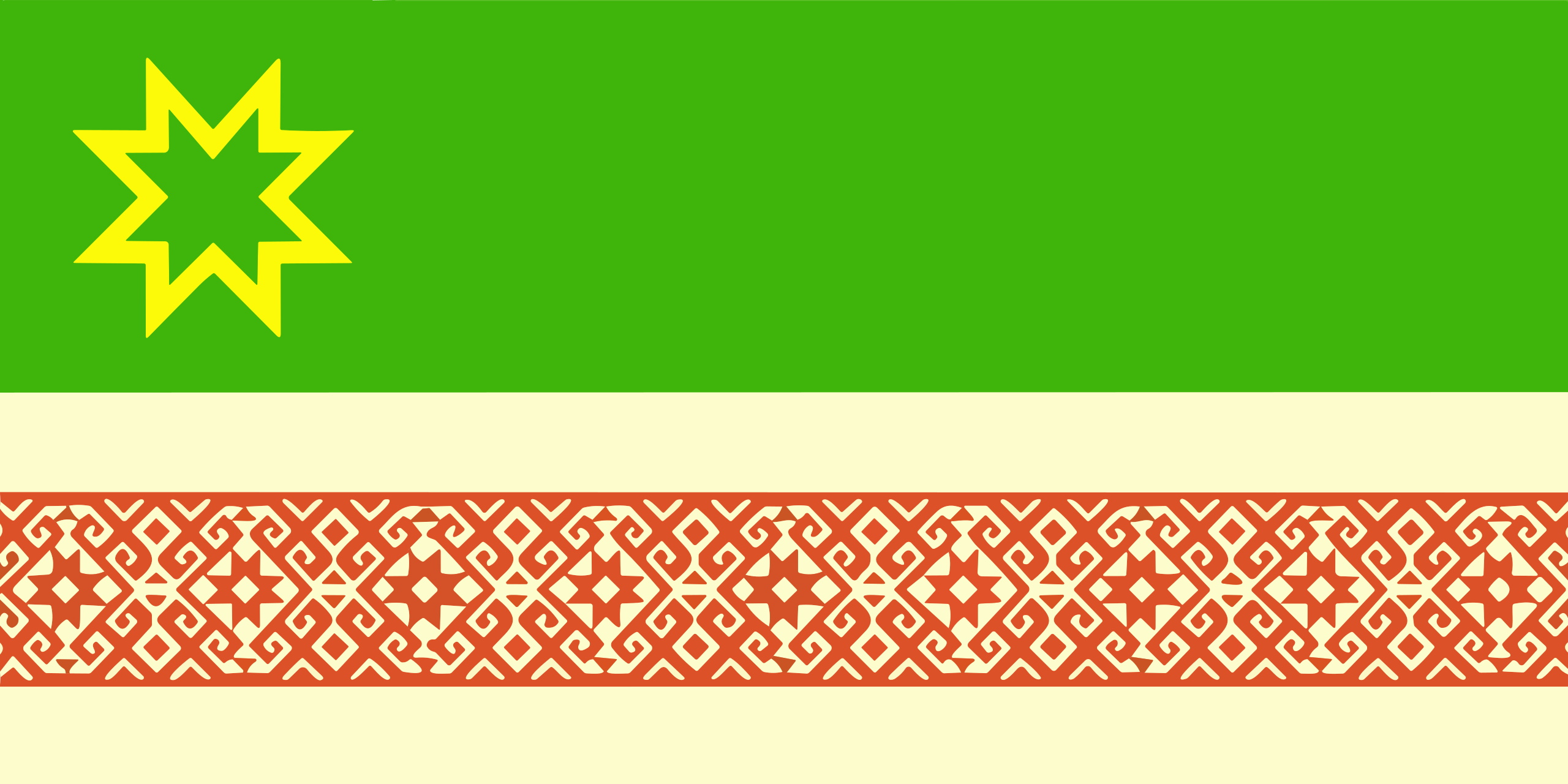
علم تشوفاشيا 1918
جمهورية تشوفاشيا الاشتراكية السوفيتية (1926-1927)
جمهورية تشوفاشيا الاشتراكية السوفيتية (1927-1931)
جمهورية تشوفاشيا الاشتراكية السوفيتية (1931-1933)
جمهورية تشوفاشيا الاشتراكية السوفيتية (1933-1937)
جمهورية تشوفاشيا الاشتراكية السوفيتية (1937-1940)
جمهورية تشوفاشيا الاشتراكية السوفيتية (1940-1954)
جمهورية تشوفاشيا الاشتراكية السوفيتية (1954-1978)
علم جمهورية تشوفاشيا الاشتراكية السوفيتية في عام 1978.

### ببلوغرافيا
- Central Executive Committee of the Yakut ASSR (1925), [Constitution of the Yakut Autonomous Soviet Socialist Republic], e.nlrs.ru (بالروسية), ياكوتسك: Gostipografia https://web.archive.org/web/20230228143752/https://e.nlrs.ru/online/3030, Archived from the original on 2023-02-28, Retrieved 2018-11-09 {{استشهاد}}: |trans-title= بحاجة لـ |title= أو |script-title= (help), |مسار أرشيف= بحاجة لعنوان (help), and الوسيط |عنوان أجنبي= and |عنوان مترجم= تكرر أكثر من مرة (help)| - ع - ن - ت أعلام أوروبا                                                                                                                                                          | - ع - ن - ت أعلام أوروبا                                                                                                                                                                                                                                                                                                                                                                                                                                                                                                                                                                                                                                   |
| --- | --- |
| الدول ذات السيادة | \| الاتحاد الأوروبي \| - النمسا - بلجيكا - بلغاريا - كرواتيا - قبرص1 - جمهورية التشيك - الدنمارك - إستونيا - فنلندا - فرنسا - ألمانيا - اليونان - المجر - جمهورية أيرلندا - إيطاليا - لاتفيا - ليتوانيا - لوكسمبورغ - مالطا4 - هولندا - بولندا - البرتغال - رومانيا - سلوفاكيا - سلوفينيا - إسبانيا - السويد \| \| الباقي \| - ألبانيا - أندورا - أرمينيا1 - أذربيجان2 - بيلاروس - البوسنة والهرسك - جورجيا2 - آيسلندا - كازاخستان3 - ليختنشتاين - مقدونيا الشمالية - مولدوفا - موناكو - الجبل الأسود - النرويج - روسيا3 - سان مارينو - صربيا - سويسرا - تركيا3 - أوكرانيا - الفاتيكان - المملكة المتحدة - إنجلترا - أيرلندا الشمالية - إسكتلندا - ويلز \| |
| الدول ذات الاعتراف المحدود | - أبخازيا2 - كوسوفو - جمهورية أرتساخ1 - قبرص الشمالية1 - أوسيتيا الجنوبية2 - ترانسنيستريا |
| التبعيات وباقي المقاطعات | - جزر أولاند - جزر فارو - جبل طارق - غيرنزي - جزيرة مان - جيرزي - سفالبارد |
| 1 كُلياً داخل آسيا، ولكن تاريخياً مصنفة كدولة أوروبية. 2 جزئياً أو كلياً داخل آسيا، حسب الحدود. 3 معظم أراضيها في آسيا. 4 جغرافياً هي جزء من إفريقيا، ولكن تاريخياً مصنفة كدولة أوروبية. | |
| الاتحاد الأوروبي | - النمسا - بلجيكا - بلغاريا - كرواتيا - قبرص1 - جمهورية التشيك - الدنمارك - إستونيا - فنلندا - فرنسا - ألمانيا - اليونان - المجر - جمهورية أيرلندا - إيطاليا - لاتفيا - ليتوانيا - لوكسمبورغ - مالطا4 - هولندا - بولندا - البرتغال - رومانيا - سلوفاكيا - سلوفينيا - إسبانيا - السويد |
| الباقي | - ألبانيا - أندورا - أرمينيا1 - أذربيجان2 - بيلاروس - البوسنة والهرسك - جورجيا2 - آيسلندا - كازاخستان3 - ليختنشتاين - مقدونيا الشمالية - مولدوفا - موناكو - الجبل الأسود - النرويج - روسيا3 - سان مارينو - صربيا - سويسرا - تركيا3 - أوكرانيا - الفاتيكان - المملكة المتحدة - إنجلترا - أيرلندا الشمالية - إسكتلندا - ويلز |